# 董其政
董其政（1898年11月17日—1984年3月12日），字宣猷。吉林省宾县居仁乡稗子沟人。民國37年（1948年）在松江省選區當選第一屆立法委員

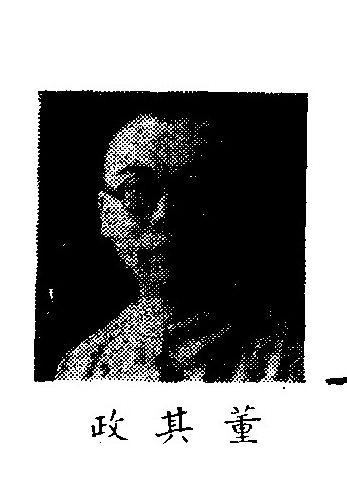
出席制憲國民大會代表時

## 生平[1][2][3][4]
- 1921年，赴美国留学，在芝加哥大学获得法律学士和硕士学位，在密蘇里大學获得文学学士学位。1928年归国，任教于吉林省立法政专门学校[5]。1933年，出任立法院立法委员[6]。日军占领中国东北时期，任省立吉林大學法學院院長、吉林大学校长。1946年11月，遴選为制宪国民大会代表，到南京参加了制宪国民大会。1949年後，随中华民国政府赴台湾[5]
- 1984年3月12日病逝[7]